# Vladimirescu
Vladimirescu là một xã thuộc hạt Arad, România. Dân số thời điểm năm 2002 là 10628 người.